# Фестивал поезије младих
Фестивал поезије младих је најстарија и једна од најзначајнијих поетских манифестација у земљама бивше Југославије. Од 1969. године одржава се у Врбасу.

## Историја фестивала
Песничка манифестација "Мај равнице и младости" која је одржана 7. маја 1968. године у Врбасу и на којој је учествовало педесетак младих песника из Сомбора, Куле, Врбаса, Србобрана и Бачке Паланке, узима се за почетак Фестивала који ће се већ од наредне године одржавати под именом Југословенски фестивал поезије младих, и који је те 1969. године добио такмичарски карактер. Повољна друштвена клима, пробуђена жеља за културним и уметничким садржајима, снажна стваралачка енергија сконцентрисана пре свега у Гимназији Жарко Зрењанин, ентузијазам и умеће културних радника, спремност локалне политике и привредних гиганата биле су околности које су произвеле Фестивал југословенске поезије младих. Осим професора Гимназије у Врбасу, руководилаца и радника Дома културе и Библиотеке, међу утемељивачима ове манифестације били су Перо Зубац и Душко Трифуновић.
На овом Фестивалу су прве значајније кораке учинили песници: Радомир Мићуновић, Раша Ливада, Бранко Кукић, Младен Срђан Воларевић, Марија Шимоковић, Ђорђо Сладоје, Татјана Лукић, Јован Николић, Зоран Ђерић, Благоје Баковић, Саша Јеленковић, Гојко Божовић, Радомир Андрић, Драгомир Брајковић, Милан Ненадић, Вујица Решин Туцић, Даринка Јеврић, Миодраг Раичевић, Радомир Д. Митрић, Драгана Буквић, Немања Драгаш, Спасоје Јоксимовић, Антонио Карловић и многи други.
Председници жирија Фестивала поезије младих били су, између осталих и др Драшко Ређеп, Оскар Давичо, Јуре Каштелан, Есад Мекули, Горан Бабић, Цирил Злобец, Раша Ливада, Стеван Тонтић, Милан Ненадић, Милосав Тешић, Ђорђо Сладоје, Владимир Јагличић, Зоран Ђерић, Перо Зубац. Председници, секретари и истакнути чланови Савета (Одбора) Фестивала били су и Милутин Никић, Ристо Копривица, Радоман Перковић, Јовица Миросављевић, Радомир Шоћ и Ратко Шоћ, Бранислав Бари Милошевић, Слободан Елезовић, Мирјана Миловић, Божо Андријашевић, Мирослав Алексић,Благоје Баковић,Ђорђо Сладоје, Бранислав Зубовић, Горан Лабудовић Шарло и други.
Врбас и његов Фестивал у протеклих пет деценија походили су и Матија Бећковић, Густав Крклец, Бранко Ћопић, Десанка Максимовић, Марјан Пунгартник, Душан Костић, Мирослав Антић, Иван В. Лалић, Изет Сарајлић, Синан Гуџевић, Бранислав Петровић, Адам Пуслојић, Радомир Андрић, Милош Јанковић, Спасоје Лабудовић, Рајко Шоћ, Дивна Вуксановић, Милета Аћимовић Ивков, Ненад Грујичић, Миљурко Вукадиновић, Радомир Уљаревић, Драган Јовановић Данилов, Мирослав Алексић, Драган Радуловић, Рајко Петров Ного, Гојко Ђого, Љубивоје Ршумовић, Мирослав Максимовић, Танасије Младеновић, Момо Капор, Данило Јокановић, Бранко Стевановић, Емсура Хамзић, Ранко Рисојевић, Мошо Одаловић, Ранко Павловић, Желидраг Никчевић, Ђорђо Сладоје... И бројни глумци, музичари, уметници: Јулија Бисак, ансамбл Ренесанс, Трипо Симонути, Светлана Стевић, Петар Краљ, Миша Јанкетић, Рада Ђуричин, Бајага и инструктори, Дејан Цукић, Јадранка Јовановић, Милан Цаци Михаиловић, Оливер Њего и многи други.
У оквиру Фестивала редовни програми су: Портрет песника, Излет у прозу, Палета младих, Промоција књиге прошлогодишњег лауреата, уз бројне пратеће поетске програме за ученике основних и средњих школа, музичке програме, Митинге поезије..
Фестивал додељује три награде: Прву, која је штампање књиге победнику и другу и трећу које су новчане. Такође, најмлађем учеснику завршне вечери Фестивала додељује се и награда Станко Симићевић. Последњих година Фестивал окупља бројну публику не само из Врбаса, већ и из околних градова: Новог Сада, Куле, Србобрана и одржава се на више локација у Врбасу: Библиотеци Данило Киш, Гимназији Жарко Зрењанин, биоскопу Југославија, на Градском тргу...
Конкурс Фестивала поезије младих у Врбасу већ годинама је исти: конкуришу песници до 27 година старости из Србије и земаља региона са 10 необјављених песама потписаних шифром, а решење шифре се у посебној коверти уз циклус песама доставља на адресу: Фестивал поезије младих, Маршала Тита 87, 21460 Врбас, Србија, до 1. априла текуће године. Најбољих десет младих песника по оцени стручног жирија гости су Фестивала поезије младих који се крајем маја одржава у Врбасу.
Од 2008. године дужност секретара Фестивала поезије младих обавља песник Бранислав Зубовић.

## Награде
Фестивал поезије младих награђен је повељом Благодарје Удружења књижевника Србије за трајни допринос развоју културе, поезије и угледу УКС-а, и Плакетом УКС-а са ликом Симе Матавуља.
Поводом 50. година постојања, рада и трајања Фестивал поезије младих добитник је Награде општине Врбас.

## Победници Фестивала поезије младих
- 1969. Радомир Мићуновић
- 1970. Раша Ливада
- 1971. Бранко Кукић
- 1972. Младен Срђан Воларевић
- 1973. Душан Стојковић
- 1974. Марија Шимоковић
- 1975. Ђорђо Сладоје
- 1976. Иван Замода
- 1977. без победника
- 1978. Јагода Замода
- 1979. Марко Јововић
- 1980. Марија Миџовић
- 1981. Јован Николић
- 1982. Зоран Ђерић
- 1983. Татјана Лукић
- 1984. Благоје Баковић
- 1985. Алојз Ихан
- 1986. Јовица Хајдер
- 1987. Љупко Рачић
- 1988. Богдан Арнаутовић
- 1989. Мирослав Кирин
- 1990. Саша Јеленковић
- 1991. Томислав Домовић
- 1992. Гојко Божовић
- 1993. Јелена Алексић
- 1994. Јовица Јанковић
- 1995. Дејан Алексић
- 1996. Павле Горановић
- 1997. Драгана Буквић
- 1998. Златко Васић
- 1999. Милош Галетин
- 2000. Александар Шаранац
- 2001. Бојан Анђелковић
- 2002. Томислав Марковић
- 2003. Јелена Марковић
- 2004. Смиљана Ђорђевић
- 2005. Ђорђе Шћеповић
- 2006. Дубравка Јовановић
- 2007. Марија Ракић
- 2008. Мирјана Симовић
- 2009. Слободан Јовић
- 2010. Срђан Орсић
- 2011. Милица Миленковић
- 2012. Снежана Николић
- 2013. Немања Драгаш
- 2014. Тамара Хрин
- 2015. Спасоје Јоксимовић
- 2016. Марко Краговић
- 2017. Антонио Карловић
- 2018. Александар Габона
- 2019. Амина Хрнчић
- 2020. Анђела Пендић
- 2021. Шимон Тсубота
- 2022. Викторија Ћосић
- 2023. Тамара Пантовић
- 2024.  Амар Личина